# フォレストシティ (イリノイ州)
フォレストシティ (Forest City) は、アメリカ合衆国イリノイ州メイソン郡の村。2020年国勢調査における人口は 222人であった。

## 地理
フォレストシティは、メイソン郡北部、北緯40度22分12秒 西経89度49分46秒 / 北緯40.37000度 西経89.82944度 に位置している。フォレストシティは、メイソン郡の郡庁所在地であるハバナの北東 16マイル (26 km)、また、サン・ジョーズの北西 15マイル (24 km) に位置している。
アメリカ合衆国国勢調査局によれば、フォレストシティの総面積は 0.52平方マイル (1.35 km2) で、そのすべてが陸地である。街の北西には、サンド・リッジ州有林の丘陵地が広がっている。

## 人口
2000年アメリカ合衆国国勢調査では、人口 287人、101世帯、81家族がこの村に居住していた。人口密度は 547.8 inhabitants per square mile (211.5/km2) であった。住宅は 105戸あり、戸数密度は 200.4 per square miles (77.4/km2) であった。村の人種構成は、白人 98.61%、ネイティブ・アメリカン 1.05%、2つ以上の人種のミックス 0.35% であった。
全 101世帯のうち、18歳未満の子どものいる世帯が 32.7%、同居している夫婦が 73.3%、夫のいない女性世帯主の世帯が 5.0%、家族ではない世帯が 19.8% であった。全世帯の 13.9% は単身世帯であり、5.9% は65歳以上の単身世帯であった。平均世帯人数は 2.84人で、平均家族人数は 3.14人であった。
住民の年齢階層は、18歳未満が 27.2%、18歳から24歳までが 11.8%、25歳から44歳までが 26.8%、45歳から64歳までが 21.6%、65歳以上が 12.5% となっていた。男女比は、男性が 53.4%、女性が 46.6% であった。男女比は、女性100人に対して、男性は 114.2人いた。18歳以上に限ると 111.1人となった。
この村における、世帯所得の中央値は $36,250、家族所得の中央値は $35,625 であった。1人当たりの所得は、$13,855 であった。全家族のおおよそ 4.3%、全人口の 8.0% は、貧困線を下回る水準で生活しており、18歳未満の 8.6%、65歳以上の 0% がこれに含まれている。